# Pocadicnemis occidentalis
Pocadicnemis occidentalis är en spindelart som beskrevs av Alfred Frank Millidge 1976. Pocadicnemis occidentalis ingår i släktet Pocadicnemis och familjen täckvävarspindlar. Inga underarter finns listade i Catalogue of Life.